# Landvorkje
Landvorkje (Riccia) is een geslacht uit de watervorkjesfamilie (Ricciaceae). Wereldwijd behoren meer dan 150 soorten tot dit geslacht, waarvan het verspreidingsgebied zich bevindt in gebieden met een mediterraan klimaat. De Europese vertegenwoordigers kunnen worden onderverdeeld in twee subgenera, Ricciella en Riccia. De geslachtsnaam is een eerbetoon aan de Italiaanse senator Pietro Francesco de' Ricci (1690–1751).

## Kenmerken
Het geslacht landvorkje omvat kleine talleuze levermossen die op de grond of in het water leven, waaronder zowel eenjarige als meerjarige soorten. Het thallus bestaat uit meerdere dichotoom vertakte segmenten, wat leidt tot de vorming van de karakteristieke rozet- of semi-rozetvorm. Papillen of cilia worden soms aan de randen gevormd.
Het weefsel kan bestaan uit een losjes georganiseerd assimilatieweefsel onder een grotendeels onderbroken epidermis, of het is gevormd uit een samenhangende epidermis met onderliggende compacte rijen cellen, zonder verdere differentiatie. Alle soorten van het geslacht missen de olielichamen die anders kenmerkend zijn voor veel levermossen. De antheridiën en archegoniën liggen verspreid en verzonken in de thallus. De volwassen sporen komen pas vrij als de thallus uiteenvalt. Per capsule worden 32–1350 sporen met een diameter van 40 tot 200 µm geproduceerd. Bij sommige soorten is een essentieel kenmerk het aantal en de grootte van de luchtkamers op het sporenoppervlak.

## Verspreiding
Het geslacht heeft een kosmopolitische verspreiding. De verspreiding is echter geconcentreerd in gebieden met een mediterraan klimaat, waar zich ook het diversiteitscentrum van het geslacht bevindt. De afwisseling van droge en natte perioden is essentieel voor het uiterlijk van het geslacht. Het geslacht ontbreekt daarom in tropische gebieden zonder droge seizoenen.

## Ecologie
Riccia-soorten groeien voornamelijk op open terreinen met een minerale ondergrond. Ze vestigen zich bij voorkeur op bodems met een zeer goed waterhoudend vermogen, zoals klei- en leembodems. Bijna alle soorten zijn relatief zwakke pioniersoorten die afhankelijk zijn van regelmatige verstoring. Dergelijke omstandigheden worden vaak aangetroffen op door de mens gecreëerde locaties, zoals akkers of periodiek droogvallende waterpoelen. Anderen, zoals Riccia cavernosa, komen voor op regelmatig overstroomde uiterwaarden langs rivieren.
In gebieden met semi-aride en aride omstandigheden verandert de ecologie van de daar voorkomende levermossen aanzienlijk. De soorten zijn meestal meerjarig en niet meerjarig en vertonen aanpassingen aan uitdroging en hitte. Belangrijke kenmerken zijn vaak sterk gepigmenteerde thalli tegen hoge stralingsintensiteit, de oprolling van thalli bij uitdroging, en het vermogen om jarenlang uitgedroogd te overleven. In dergelijke gebieden worden Riccia-soorten geassocieerd met andere levermossen, korstmossen en algen en vormen ze samen biologische korsten die een essentiële rol spelen bij het verminderen van erosie.
In Midden-Europa komen de soorten vooral voor in bodems van vijvers en stoppelvelden. In meer oceanisch beïnvloede klimaten wordt een associatie met Riccia sorocarpa, Entosthodon fascicularis en soms Sphaerocarpos-soorten aangetroffen (Riccio sorocarpae-Funarietum fascicularis Lec. 1978). Op vijverbodems is vooral het Riccio cavernosae-Pseudephemeretum nitidi All. ex v. Hübschm. 1957 wijdverspreid.

## Taxonomie
Het geslacht kan worden onderverdeeld in vijf ondergeslachten, waarvan de ondergeslachten Riccia en Ricciella vertegenwoordigd zijn in Centraal-Europa. Hun Centraal-Europese vertegenwoordigers worden hieronder vermeld.
- Subgenus Riccia
  - Riccia atromarginata
  - Riccia beyrichiana (dik landvorkje)
  - Riccia bicarinata
  - Riccia bifurca (gevoord landvorkje)
  - Riccia breidleri
  - Riccia ciliata
  - Riccia ciliifera
  - Riccia crozalsii
  - Riccia crustata
  - Riccia glauca (gewoon landvorkje)
  - Riccia gothica
  - Riccia gougetiana
  - Riccia intumescens
  - Riccia lamellosa
  - Riccia ligula
  - Riccia macrocarpa
  - Riccia michelii
  - Riccia papillosa
  - Riccia sommieri
  - Riccia sorocarpa (klein landvorkje)
  - Riccia subbifurca
  - Riccia trabutiana
  - Riccia warnstorfii
- Subgenus Ricciella
  - Riccia canaliculata (smal watervorkje)
  - Riccia cavernosa (sponswatervorkje)
  - Riccia crystallina
  - Riccia duplex
  - Riccia fluitans (gewoon watervorkje)
  - Riccia frostii
  - Riccia huebeneriana (gedeeld watervorkje)
  - Riccia perennis
  - Riccia rhenana
- Subgenus Thallocarpus
- Subgenus Viridisquamata
- Subgenus Leptoriccia